# 松沢屋源右衛門
松沢屋 源右衛門（まつざわや げんえもん、生没年不詳）は江戸時代の地本問屋である。

## 来歴
江戸の両国米沢町2丁目において文化文政年間に地本問屋を営業している。2代目喜多川歌麿、歌川国貞の錦絵を出版している。

## 作品
- 2代目喜多川歌麿 『玉屋内小紫』 大判 文化
- 2代目喜多川歌麿 『松ばらや内きせ川』 大判 文化
- 歌川国貞 『見立春の賑』 大判3枚続 文政